# Ranalisma
Ranalisma is een geslacht uit de waterweegbreefamilie (Alismataceae). De soorten komen voor in tropisch Afrika en van Zuid-China tot op het Maleisisch schiereiland.

## Soorten
- Ranalisma humile (Rich. ex Kunth) Hutch.
- Ranalisma rostrata Stapf

Albidella · 
Alisma (Waterweegbree) · 
Baldellia · 
Burnatia · 
Caldesia · 
Damasonium · 
Echinodorus · 
Limnophyton · 
Luronium · 
Ranalisma · 
Sagittaria · 
Wiesneria